# Vojna krajina
 Ovo je glavno značenje pojma Vojna krajina. Za druga značenja pogledajte Vojna krajina (NDH).
Vojna krajina ili Vojna granica (njemački Militärgrenze), naziv za pogranično područje Habsburške Monarhije koje je na početku bilo organizirano kao obrambeni pojas protiv Osmanlija i koje je poslije preraslo u golemu habsburšku ratnu provinciju. Trajala je od potpisivanja Cetingradske povelje 1. siječnja 1527., kad je bila u nadležnosti Hrvatskog sabora, reformiran i proširen 1553. godine, čija je nadležnost prebačena na Dvoransko ratno vijeće u Grazu do 15. srpnja 1881. zbog Austro-Ugarske okupacije Bosne i Hercegovine 1875.
Hrvatsko-slavonska Vojna krajina tvorila je najzapadniji i najstariji dio veće, posve militarizirane regije, koja se protezala od Jadranskog mora do Karpata. U europskoj povijesti poznata je ne samo kao zaseban politički, nego i kao vojnički, gospodarski i društveni fenomen.

## Povijest

### Razlozi osnivanja
Zametkom Vojne krajine mogu se smatrati vojnoustrojbene mjere kralja Matije Korvina protiv Osmanlija. Stvaranjem Jajačke, Srebreničke i Šabačke banovine, Korvin je štitio južnu Mađarsku i Slavoniju, no središnja je Hrvatska i dalje ostala nezaštićena. Kako bi to otklonio, 1469., po uzoru na osmanlijske kapetanije u Bosni, osniva Senjsku kapetaniju. Zbog nedovoljno snažne i nedovoljno organizirane obrane te sustavnih pljačkaških pohoda i osmanlijskih osvajanja, Hrvatska je tijekom XVI. stoljeća svedena na «ostatak ostataka».

### XVI. stoljeće
Izborom habsburškog nadvojvode Ferdinanda za hrvatskoga kralja, 1. siječnja 1527. godine, počinje razdoblje izgradnje i konsolidacije vojnokrajiškoga obrambenog sustava. Iako vladar na sebe preuzima sasvim određene obveze u obrani Hrvatske, on ih u prvom desetljeću vrlo slabo ispunjava. Osnovana je samo Bihaćka kapetanija, a Osmanlije su 1529. godine dospjeli čak do bečkih zidina. Domaće stanovništvo odvedeno je u tursko ropstvo ili je izbjeglo u brojnim valovima. Gospodarska i vojna snaga hrvatskog plemstva neprekidno se smanjivala. U nemogućnosti da održava svoje utvrde i posjede, ono je sve češće prisiljeno predavati ih habsburškom vladaru.
Tek je 1553. godine uslijedilo prvo značajnije uređenje Vojne krajine. Tvorac prve reforme bio je vrhovni krajiški zapovjednik Ivan Lenković. Krajiško je područje podijeljeno na dva dijela: Hrvatsku krajinu (Krabatische Graenitz) i Gornjoslavonsku krajinu (Windische, Oberslawonische Graenitz), poznatu kao Slavonska vojna krajina ili Varaždinski generalat. Na granici s ondašnjim Osmanskim Carstvom tj. na crti Senj-Otočac-Slunj- Glina-Hrastovica-Sisak-Ivanić (Ivanić-Grad)-Koprivnica-Križevci-Đurđevac-Drnje, gradi se prvi, neprekinut niz utvrda i čardaka. Ustrojene su nove kapetanije koje nose ime najznačajnije utvrde na svom području: Ogulinska, Hrastovička, Žumberačka, Koprivnička, Križevačka i Ivanićka. U manjim se utvrdama nalaze posade sastavljene od njemačkih pješaka i lako naoružanih hrvatskih vojnika. U većim tvrđavama posadu čine teško naoružani njemački konjanici i lako Hrvatsko konjaništvo.
Troškovi vojnokrajiške obrane za habsburške su vladare predstavljali veliki teret. Sabor zemalja Unutarnje Austrije u Brucku na Muri 1578. godine točno je utvrdio obveze u pokrivanju vojnih troškova te odredio prioritete u ostvarivanju bolje obrambene strategije. Štajerski su staleži trebali financirati Gornjoslavonsku, a kranjski i koruški staleži Hrvatsku krajinu.
Potkraj XVI. stoljeća uobičajio se naziv Karlovački generalat za Hrvatsku krajinu, a 30-ih god. XVII. stoljeća Varaždinski generalat za Gornjoslavonsku. Vojna krajina tijekom XVI. i XVII. stoljeća u vojnom je pogledu izdvojena iz vlasti hrvatskog bana i Hrvatskoga sabora i podčinjena je vrhovnom zapovjedništvu nadvojvode Karla i Ratnog vijeća u Grazu.
Bez obzira na novčanu potporu unutarnjoaustrijskih staleža, financiranje Vojne krajine nije potpuno učinkovito. Umjesto uporabe plaćenićkih postrojbi, vojni krugovi u Grazu nastoje primijeniti druga rješenja za vojnokrajišku obranu na opustjelim područjima Hrvatske. Već 30-ih godina XVI. stoljeća Dvor je odlučio podijeliti zemlju i određene povlastice novim doseljenicima (uskoci, prebjezi) na žumberačkom području, koji su zauzvrat trebali služiti u carskoj vojsci. Jamčeći posebne povlastice, dajući im status slobodnih seljaka, Beč je istodobno pokušavao zadržati i preostalo domaće stanovništvo. Za razliku od plaćenih posada u pograničnim utvrdama, ovi su krajiški borci bili organizirani u desetak i više vojvodstava po jednoj kapetaniji.

### XVII. stoljeće
Tijekom XVII. stoljeća slijedi razdoblje razmjernog mira, u kojem su iz Bosanskoga pašaluka provaljivali tek manji vojni odredi.
Početkom studenoga 1630. godine vladar izdaje Vlaške statute, odnosno Statuta Valachorum, koji su regulirali odnos vlaških doseljenika iz Osmanlijskog Carstva prema vojnim zapovjednicima, njihove obveze i prava na unutarnju samoupravu. Stvaranjem novoga, vojnog staleža krajišnika, polako se ostvarivao proces izdvajanja krajiškog teritorija od vlasti Hrvatskog sabora i bana.
Uspješnim ratom koji je uslijedio nakon turskog poraza pred Bečom 1683. godine, oslobođen je veći dio teritorija Hrvatskog Kraljevstva. Bez obzira na to što je Vojna krajina izgubila svoju osnovnu obrambenu namjenu, vojnokrajiški se sustav i dalje održao, dapače je i proširen na prostor Slavonije i Banata. Razlozi održavanja vojnog sustava u njegovim su centralističkim i apsolutističkim mogućnostima za habsburško prijestolje te u potrebi brzog prikupljanja jeftine i brojne vojske.

### XVIII. i XIX. stoljeće
Sredinom XVIII. stoljeća uslijedio je proces temeljite reorganizacije Vojne krajine po uzoru na carsku vojsku i njezine regularne pukovnije. Godine 1737. dolazi i do formalnog ukidanja Vlaških statuta. Ukinute su sve dotadanje kapetanije i vojvodstva, a umjesto njih slijedila je raspodjela Vojne krajine na generalkomande, pukovnije i satnije. Tako su Križevačka i Đurdevačka pukovnija odsad činile Varaždinsku krajinu; Lička, Otočka, Ogulinska i Slunjska pukovnija Karlovačku krajinu; Gradiška, Brodska i Petrovaradinska pukovnija Slavonsku krajinu, a Prva i Druga banska pukovnija Bansku krajinu.
Dok je u Vojnoj krajini nakon 1767. godine svaki dvanaesti stanovnik služio kao vojnik, to je za ostali dio Habsburške Monarhije vrijedilo tek za svakoga šezdesetdrugog stanovnika. Krajišnici su ubuduće nastupali kao profesionalni vojnici, spremni za pokret na sva europska ratišta. U Krajini je tijekom stoljeća nastalo mješovito stanovništvo autohtonih Hrvata i prebjeglih hrvatskih kmetova kao većinskog naroda, te brojnih vlaških prebjega i manjeg broja srpskih izbjeglica.
Usprkos brojnim zahtjevima Hrvatskoga sabora, Vojna je krajina razvojačena tek 8. kolovoza 1873. godine, a odluka o ponovnom ujedinjenju s maticom zemljom donesena je 15. srpnja 1881. godine.

### Vojna krajina u službi srpske nacionalne ideologije
Dok u vezi sa samom pojavom Vojne krajine i interpretacije njezina nastanka, trajanja i ukinuća nema većih dvojbi i nepoznanica ni za hrvatsku (radovi Valentića, Buczynskog, Pavličevića, Roksandića, Kruheka i dr.) ni za svjetsku historiografiju koja se bavila tim pitanjem (G. Rothenberg, J. Amstadt), potrebno je nešto reći o ideologiziranome tumačenju nastanka i statusa Vojne krajine u dijela srpskih povjesničara i ideologa. Osim ozbiljnih vojnopovijesnih radova Gligora Stanojevića, u srpskoj je historiografiji, poglavito u posljednjim desetljećima raspadajuće SFRJ, a potom i u «krnjoj Jugoslaviji», nastalo obilje propagandističke literature koje je smjeralo upotrijebiti jednu povijesnu činjenicu u dnevnopolitičke svrhe, poglavito velikosrpske. S tim u svezi valja reći da u srpskoj suvremenoj historiografiji zapravo i nema stručnjaka specijaliziranoga za povijest Vojne krajine, nego se uglavnom radi o promidžbenim krparijama koje se pojavljuju u radovima pisaca poput Vasilija Krestića, Jeremije Mitrovića, Petra Džadžića ("Nova ustaška država") ili Petra Milosavljevića. Osnovne su teze te, uvjetno rečeno, «škole» sljedeće: stanovništvo Vojne krajine bilo je etnički pretežito srpsko; Srbi naseljeni u Vojnoj krajini obranili su Hrvatsku dok su Hrvati samo pasivno gledali ili su se razbježali pred turskim prodiranjem; Srbi su u Vojnoj krajini bili oslobođeni raznih nameta i davanja, što je izazivalo animozitet i zavist kod okolnoga hrvatskoga stanovništva i plemstva, jer je takav položaj bio, u neku ruku, simbol slobode ili slobodarskoga načina života; krajiški Srbi nisu nikad bili dio hrvatskoga društva i marno su čuvali uspomenu na svoju neovisnost i samostalnost koju su uživali od svoje doseobe - poglavito putem «Vlaških statuta» i crkveno-školske autonomije koju su uživali kao pripadnici istočno-pravoslavne vjere; herojskim otporom Srbi su se uspjeli othrvati stoljetnim nasrtajima katoličke Habsburške Monarhije da ih pokatoliči i tako im poništi srpski nacionalni identitet, iako je manji dio Srba podlegao tomu pritisku, prije svega u Žumberku (a možda i Senju). To su, ukratko, glavne teze navedene «škole».
Te su tvrdnje mješavina istina, poluistina i laži - u cjelini, taj je ideologizirani paket neistinit. Kao što citirana literatura bjelodano pokazuje, krajiško je stanovništvo bilo mješavina domaćih ljudi, prebjega raznih vrsta (među kojima su znatan, no ne i dominantan dio bili Vlasi) i asimiliranih pridošlica s raznih strana. Sam je vlaški element po etničkomu korijenu romanizirano paleobalkansko pučanstvo kod kojega je od zreloga srednjega vijeka uznapredovao proces slavizacije, i koji je sudjelovao u etnogenezi velikoga broja naroda, napose Bugara, Srba, Albanaca, Rumunja, Makedonaca, Bošnjaka-muslimana, Hrvata, Crnogoraca, a manjim dijelom i Slovenaca i Mađara (vlaško pitanje je do sada najtemeljitije obrađeno u studiji albansko-hrvatskog povjesničara Zefa Mirdite). Govoriti o Vlasima onoga doba kao o Hrvatima ili Srbima povijesni je anakronizam i besmislica. Ono što nije sporno, i što je općeprihvaćeni stav svjetske historiografije, jest da se nacionalna kristalizacija na južnoslavenskom području odvijala ponajviše na crti konfesionalne pripadnosti, dok su jezik i protonacionalne tradicije igrale važnu ulogu tek u završnim fazama etnokonfesionalne diferencijacije. 
Tako su se srpska i hrvatska nacija na području bivše Vojne krajine pojavile u drugoj polovici 19. stoljeća, a razdvajanje je i nacionalno svrstavanje teklo prvenstveno po liniji konfesionalne pripadnosti. Podatci pak o konfesionalnoj pripadnosti, brojniji od 18. stoljeća, no pouzdaniji u 19., daju sljedeću sliku: 31. listopada 1857. godine Hrvatsko-slavonska krajina je imala 675.817 stanovnika, od toga 396.843 (58,8%) rimokatolika, 272.755 (40,3%) pravoslavnih i 720 (0,8%) evangelika. Budući da je brojčano zanemariv bio udjel stranaca, a i kasniji popisi pučanstva po jeziku («ilirskom») daju sličnu sliku, jasno se vidi da Srbi (ako u tu kategoriju brojimo sve istočne kršćane) nisu bili većina u Vojnoj granici. Aproksimativni podatci iz prethodnih popisa (npr., ponekad je prebrajan samo broj kuća, nekad broj muškaraca i sl.) daju sličnu sliku. Po reorganizaciji, vidljivo je da je katoličko pučanstvo prevladavalo u otočačkoj, ogulinskoj, križevačkoj, đurđevačkoj, brodskoj i gradiškoj pukovniji, pravoslavno u ličkoj i 1. i 2. banskoj, dok je slunjska bila konfesionalno podjednako podijeljena (petrovaradinska, u kojoj su Srbi tvorili većinu, velikim dijelom nije u granicama RH). Sljedeći mit je o navodnom krajiškom heroizmu koji je obranio Hrvatsku: istina je da je u glavnim bitkama i ratovima u kojima je turska sila prvo zaustavljena, a potom i odbijena i poražena, krajiška vojska imala marginalnu ulogu ili je uopće nije ni bilo. Veći je dio postojanja Vojna krajina služila jedino kao izvor lokalnih obračuna i hajdučija, bez utjecaja na promjenu odnosa snaga u kršćansko-turskim ratovima. 
Esencijalno, Vojna je krajina bila jeftini rezervoar upotrebljive vojne snage koja je više korištena na austrijskim ratištima u europskim dinastičkim ratovima nego u slamanju osmanlijske moći. Pravi je slom turske sile došao u teškom ratovanju koncem 17. i početkom 18. stoljeća, u kojem su postrojbe Vojne krajine imale neveliku ulogu - glavna je bila dobro opremljena carska vojska sastavljena, najvećim dijelom, od plaćenika iz cijele Europe. U slučaju pak kopnene Dalmacije, Gligor Stanojević je obradio važnu ulogu koju su imale postrojbe morlačkih harambaša u 17. stoljeću - no, to ne spada u područje Vojne krajine, a i kasniji pokušaji nacionalnih atribucija se pokazuju i u tom slučaju kao anakronizam: morlačko je pučanstvo bilo konfesionalno miješano, bez etničke samosvijesti. Tjeranje maka na konac opet ne ide u korist srpske nacionalne ideologije: većina je vlaških harambaša bila katoličke konfesionalne pripadnosti.
Jedno od osjetljivijih pitanja je dolazak Vlaha u područje tek nastajuće Vojne krajine. Neprijeporno je utvrđeno da su došli kao turske pomoćne čete, te da su vremenom potkupljivani i naseljavani od hrvatskih i austrijskih vlasti. Pod imenom «martolozi» (o podrijetlu toga naziva postoje različita mišljenja) nerijetko su imali dvojben status - npr. Hrvatski je sabor 1586. godine donio odluku da se svaki martoloz ima, zbog nasilja i pljački što su ih činili kao turske hajdučke čete, živ nabiti na kolac kao zastrašujući primjer drugima. Vremenom je to pučanstvo uvučeno u mašineriju habsburškoga imperija i korišteno u carske vojne svrhe. 
Glede ostalih tvrdnji koje dolaze iz srpskih ideoloških krugova jedino su vrijedne opasaka teze o pokušajima katolizacije i o relativno izoliranom statusu pravoslavne konfesionalne zajednice na području Vojne krajine. Obje su tvrdnje većim dijelom točne. Snažan pritisak koji je imao za cilj prijelaz pravoslavnih na katoličku konfesiju bio je posebno intenzivan na području dijela Slavonije i Banovine u 17. i 18. stoljeću. No, nije dao rezultata. 
Postoje vjerodostojna svjedočanstva o prozelitskim pokušajima habsburške monarhije, kao i Venecije u Dalmaciji (iako dalmatinsko područje ne spada u Vojnu krajinu), no, isto tako, i svjedočanstva o neuspjehu tih pokušaja. Ili, po pouzdanim podatcima, nije bilo iole značajnije promjene konfesije u granicama sadašnje Hrvatske. Pitanje crkveno-školske autonomije usko je vezano s procesom modernizacije i opismenjivanja koji je intenziviran tek od druge polovine 18. stoljeća, a riješen ukidanjem konfesionalnih škola u klimi sekularnoga liberalizma za doba banovanja Ivana Mažuranića u 70-im godinama 19. stoljeća. 
Točna je tvrdnja da je Vojna krajina bila odvojena i neintegrirana u društvo civilne Hrvatske. No, to nema veze sa srpskom etničkom identifikacijom koju većina stanovnika krajine nije ni imala, a o povlasticama iz «Vlaških statuta» se odavno nije moglo govoriti jer su ukinuti 1737. godine. Teritorijalno zaokruživanje Hrvatske, koje nije u cjelini formalno dovršeno u doba postojanja dualne monarhije, počelo je oslobađanjem većeg dijela Slavonije i Dalmacije koncem 17. i početkom 18. stoljeća, a nacionalna je integracija uznapredovala tek u poslijenapoleonskom razdoblju, pred sam Ilirski pokret. Formalno ukidanje Vojne krajine 1881. godine nije naišlo ni na kakav otpor - dapače, veliko je nezadovoljstvo i u civilnoj Hrvatskoj i u Vojnoj krajini vladalo desetljećima zbog sprječavanja i odugovlačenja toga procesa. Sam pojam Vojne krajine ostao je tek oznakom prošlosti bez ikakvih pravnih, etničkih ili civilizacijskih konotacija - sve dok ga nije uskrisila velikosrpska ideologija koncem 20. stoljeća.
Ideologizacija povijesnoga pojma Vojne krajine s ciljem ostvarenja ekspanzionističkih nacionalnih srpskih težnji zahtijevala je značajno krivotvorenje povijesti: značila je krivotvorenje činjenica o etnokonfesionalnom sastavu Vojne krajine; falsifikate o povijesnoj protežnosti – jer Vojna krajina nije nikad uključivala epicentar teledirigirane srpske pobune, sjevernu Dalmaciju i Knin, kao ni glavni pravac srbijanske agresije u Baranji i Vukovaru, kao i krivotvorbu niza povijesnih podataka na svim poljima: kulturološkom, etnološkom, demografskom, vojnopovijesnom, gospodarskom, umjetničkom, jezičnopovijesnom, arhitekturalnom. Rezultat tih manipulacija je ideološka matrica za tvorevinu poznatu kao Republika Srpska Krajina.

## Vanjske poveznice
- Izvori za borbe Hrvata s Turcima
- Lika i Krbava od velikog rata za oslobođenje do inkorporacije u Karlovački generalat (1683. – 1712.)
- Neven Budak, Habsburzi i Hrvati  Arhivirana inačica izvorne stranice od 28. rujna 2012. (Wayback Machine)